# Античная литература
Античная литература (от лат. antiquus — древний) — литература древних греков и римлян, которая развивалась в бассейне Средиземного моря (на Балканском и Апеннинском полуостровах и на прилегающих островах и побережьях). Её письменные памятники, созданные на диалектах греческого языка и латыни, относятся к I тысячелетию до н. э. и началу I тысячелетия н. э. Античная литература состоит из двух национальных литератур: древнегреческой и древнеримской. Исторически греческая литература предшествовала римской.

## Общие сведения
Одновременно с античной культурой в бассейне Средиземного моря развивались другие культурные ареалы. Античная культура стала основой всей западной цивилизации и искусства.
Параллельно с античной развивались другие древние культуры и, соответственно, литературы: древнекитайская, древнеиндийская, древнеиранская. Древнеегипетская литература переживала на тот момент период расцвета.
В античной литературе сформировались основные жанры европейской литературы в их архаических формах и основы науки о литературе. Эстетическая наука античности определила три основные литературные рода: эпос, лирику и драму (Аристотель), эта классификация сохраняет своё базовое значение поныне.

## Эстетика античной литературы

### Мифологичность
Для античной литературы, как и для каждой литературы, берущей своё начало от родового общества, характерны специфические черты, резко отличающие её от современного искусства.
Древнейшие формы литературы связаны с мифом, магией, религиозным культом, ритуалом. Пережитки этой связи можно наблюдать в литературе античности вплоть до времён её упадка.

### Публичность
Античной литературе присущи публичные формы существования. Её наивысший расцвет приходится на докнижную эпоху. Поэтому название «литература» к ней применяется с определённым элементом исторической условности. Однако именно это обстоятельство обусловило традицию включать в литературную сферу также достижения театра. Лишь в конце античности появляется такой «книжный» жанр, как роман, предназначенный для персонального чтения. Тогда же закладываются первые традиции оформления книги (сначала в виде свитка, а затем тетради), включая иллюстрации.

### Музыкальность
Античная литература была тесно связана с музыкой, что в первоисточниках, безусловно, может быть объяснено через связь с магией и религиозным культом. Поэмы Гомера и другие эпические произведения пелись мелодичным речитативом в сопровождении музыкальных инструментов и простых ритмических движений. Постановки трагедий и комедий в афинских театрах оформляли как роскошные «оперные» спектакли. Лирические стихи пелись авторами, которые таким образом выступали одновременно ещё и как композиторы и певцы. К сожалению, от всей античной музыки до нас дошло несколько разобщённых фрагментов. Представление о поздней античной музыке может дать григорианский хорал (пение).

### Стихотворная форма
Определённой связью с магией можно объяснить чрезвычайную распространённость стихотворной формы, которая буквально царила во всей античной литературе. Эпос произвёл традиционный неторопливый размер гекзаметр, большим ритмическим разнообразием отличались лирические стихи; трагедии и комедии также писались стихами. Даже полководцы и законодатели в Греции могли обращаться к народу с речами в стихотворной форме. Рифмы античность не знала. В конце античности возникает «роман» как образец прозаического жанра.

### Традиционность
Традиционность античной литературы была следствием общей замедленности развития тогдашнего общества. Наиболее новаторской эпохой античной литературы, когда сложились все основные античные жанры, было время социально-экономического подъёма VI—V века до н. э. В другие века изменения не ощущались или воспринимались как вырождение и упадок: эпоха становления полисного строя скучала по общинно-родовой (отсюда гомеровский эпос, созданный как развёрнутая идеализация «героических» времён), а эпоха крупных государств — по полисным временам (отсюда — идеализация героев раннего Рима у Тита Ливия, идеализация «борцов за свободу» Демосфена и Цицерона — в период Империи).
Система литературы казалась неизменной, и поэты последующих поколений пытались идти путём предыдущих. У каждого жанра был основоположник, давший его совершенный образец: Гомер — для эпоса, Архилох — для ямба, Пиндар или Анакреонт — для соответствующих лирических жанров, Эсхил, Софокл и Еврипид — для трагедии т. д. Степень совершенства каждого нового произведения или писателя определялась степенью приближения к этим образцам.

### Жанровость
Из традиционности следует и строгая система жанров античной литературы, которой была проникнута и последующая европейская литература и литературоведение. Жанры были чёткими и устойчивыми. Античное литературное мышление было жанровым: когда поэт брался писать стих, то каким бы индивидуальным по содержанию он ни был, автор с самого начала знал, к какому жанру произведение будет принадлежать и к какому древнему образцу следует стремиться.
Жанры делились на более древние и более новые (эпос и трагедия — идиллия и сатира). Если жанр заметно менялся в своём историческом развитии, то выделялись его давние, средние и новые формы (так подразделялась на три этапа аттическая комедия). Жанры различались на более высокие и более низкие: высшими считались героический эпос и трагедия. Путь Вергилия от идиллии («Буколики») через дидактический эпос («Георгики») до героического эпоса («Энеида») явно осознавался поэтом и его современниками как путь от «низших» жанров к «высшим». Каждый жанр имел свою традиционную тематику и топику, обычно весьма неширокую.

### Особенности стиля
Система стилей в античной литературе полностью подчинялась системе жанров. Для низких жанров был характерен низкий стиль, близкий к разговорному, высоким — высокий стиль, который формировался искусственно. Средства формирования высокого стиля были разработаны риторикой: среди них различались отбор слов, сочетание слов и стилистические фигуры (метафоры, метонимии и т. п.). Например, учение об отборе слов рекомендовало избегать слов, которые не применялись в предыдущих образцах высоких жанров. Учение о сочетании слов рекомендовало переставлять слова и членить фразы для достижения ритмичного благозвучия.

### Мировоззренческие особенности
Античная литература сохраняла тесную связь с мировоззренческими особенностями родового, полисного, государственного строя и отражала их. Греческая и частично римская литература демонстрируют тесную связь с религией, философией, политикой, моралью, ораторским искусством, судопроизводством, без которых их существование в классическую эпоху теряло весь свой смысл. В пору своего классического расцвета они были далеки от развлекательности, лишь в конце античности стали частью досуга. Современная служба в христианской церкви унаследовала некоторые особенности древнегреческого театрального представления и религиозных мистерий — вполне серьёзный характер, присутствие всех членов общины и их символическое участие в действе, высокая тематика, музыкальное сопровождение и зрелищные эффекты, высоконравственная цель духовного очищения (катарсиса по Аристотелю) человека.

## Идейное наполнение и ценности

### Античный гуманизм
Античная литература сформировала духовные ценности, которые стали базовыми для всей европейской культуры. Распространённые во времена самой античности, они полтора тысячелетия претерпевали гонения в Европе, но потом вернулись. К таким ценностям относятся, прежде всего, идеал активного, деятельного, влюблённого в жизнь, одержимого жаждой знания и творчества человека, готового самостоятельно принимать решения и нести ответственность за свои поступки. Античность считала высшим смыслом жизни счастье на земле.

### Возвышение земной красоты
Греки разработали понятие об облагораживающей роли красоты, которую они понимали как отражение вечного, живого и совершенного Космоса. Согласно материальной природе Вселенной они и красоту понимали телесно и находили её в природе, в человеческом теле — внешности, пластических движениях, физических упражнениях, создавали её в искусстве слова и музыке, в скульптуре, в величественных архитектурных формах, декоративно-прикладном искусстве. Они открыли красоту морального человека, которого рассматривали как гармонию физического и духовного совершенства.

### Философия
Греки создали основные понятия европейской философии, в частности начала философии идеализма, а саму философию понимали как путь к персональному духовному и физическому совершенствованию. Римляне разработали идеал государства, приближенному к современному, основные постулаты права, которые сохраняют свою силу и поныне. Греки и римляне открыли и апробировали в политической жизни принципы демократии, республики, сформировали идеал свободного и самоотверженного гражданина.
После упадка античности установленная ею ценность земной жизни, человека и телесной красоты потеряла своё значение на многие века. В эпоху Возрождения они, в синтезе с христианской духовностью, стали основой новой европейской культуры.
С тех пор античная тема никогда не оставляла европейское искусство, приобретя, безусловно, новое понимание и значение.

## Этапы античной литературы
Античная литература пережила пять этапов.

### Древнегреческая литература
Корни античной литературы уходят в глубину мифологического развития. Античная мифология и литература полны драматических сюжетов о борьбе богов и героев со злом и несправедливостью. Античность так ценит красоту мысли, мудрости, поэтического вдохновения, а также красоту подвига, который сопряжён с гибелью героя. Античная литература пронизана преклонением и восхищением перед красотой вдохновения, которая обладала поистине колдовской силой. Древнегреческую литературу можно разделить на следующие основные периоды литературного развития античного мира: доклассический или архаический; классический и эллинистический. К эллинистическому периоду античной литературы относится и римская литература, а потому его часть и называют эллинистически-римским периодом.

#### Архаика
Период архаики, или дописьменный период, увенчивается появлением «Илиады» и «Одиссеи» Гомера (VIII — VII век до н. э.). Развитие литературы в это время сосредоточено на ионийском побережье Малой Азии.

#### Классика
Начальный этап периода классики — ранняя классика характеризуется расцветом лирической поэзии (Феогнид, Архилох, Солон, Семонид, Алкей, Сапфо, Анакреонт, Алкман, Пиндар, Вакхилид), центром которой становятся острова ионийской Греции (VII — VI век до н. э.).
Высокая классика представлена жанрами трагедии (Эсхил, Софокл, Еврипид) и комедии (Аристофан), а также нелитературной прозой (историография — Геродот, Фукидид, Ксенофонт; философия — Гераклит, Демокрит, Сократ, Платон, Аристотель; красноречие — Демосфен, Лисий, Исократ). Её центром становятся Афины, что связано с подъёмом города после славных побед в греко-персидских войнах. Классические произведения греческой литературы созданы на аттическом диалекте (V век до н. э.).
Поздняя классика представлена произведениями философии, историософии, театр же теряет своё значение после поражения Афин в Пелопоннесской войне
со Спартой (IV века до н. э.).

#### Эллинизм
Начало этого культурно-исторического периода связано с деятельностью Александра Македонского. В греческой литературе происходит процесс кардинального обновления жанров, тематики и стилистики, в частности возникает жанр прозаического романа. Афины в это время теряют культурную гегемонию, возникают новые многочисленные центры эллинистической культуры, в том числе на территории Северной Африки (III век до н. э. — I век н. э.). Этот период отмечен школой александрийской лирики (Каллимах из Кирены, Феокрит, Аполлоний Родосский) и творчеством Менандра.

### Древнеримская литература

#### Эпоха Рима
В этот период на арену литературного развития выходит молодой Рим. В его литературе выделяют:
- этап республики, который завершается в годы гражданских войн (III—I век до н. э.), когда творили Плутарх, Лукиан и Лонг в Греции, Плавт, Теренций, Катулл и Цицерон в Риме;
- «Золотой век» или период императора Августа, обозначенный именами Вергилия, Горация, Овидия, Тибулла, Проперция (I век до н. э. — I век н. э.)
- литературу поздней античности (I—III века), представленную Сенекой, Петронием, Федром, Луканом, Марциалом, Ювеналом, Апулеем.

#### Переход к средневековью
В эти века происходит постепенный переход к средневековью. Евангелия, созданные в I веке, знаменуют полный мировоззренческий перелом, предвестник качественно нового мироощущения и культуры. В последующие века латинский язык остается языком церкви. На варварских землях, принадлежавших Западной Римской империи, латинский язык существенно влияет на формирование молодых национальных языков: так называемых романских — итальянского, французского, испанского, румынского и др. и значительно в меньшей степени на формирование германских — английского, немецкого и др., которые наследуют от латинского написания букв (латиницу). На этих землях распространяется влияние римско-католической церкви.

## Античность и Россия
Славянские земли оказались преимущественно под культурным влиянием Византии (унаследовавшая земли Восточной Римской империи), в частности переняли у неё православное христианство и написание букв в соответствии с греческим алфавитом. Антагонизм между Византией и молодыми варварскими государствами латинского происхождения перешёл в средние века, обусловив неповторимость дальнейшего культурно-исторического развития двух ареалов: западного и восточного.

### Использованная литература
- Гаспаров М. Л. Литература европейской античности: Введение / / История мировой литературы в 9 томах: Том 1. — М.: Наука, 1983. — 584 с. — С.: 303—311.
- Шалагинов Б. Б. Зарубежная литература от античности до начала XIX века. — М.: Академия, 2004. — 360 с. — С.: 12-16.

### Рекомендуемая литература
- Античная литература / Под редакцией А. А. Тахо-Годи. — М., 1976.
- Античная литература: Справочник / Под редакцией С. В. Семчинского. — М., 1993.
- Античная литература: Хрестоматия / Составитель А. И. Белецкий. — М., 1936; 1968.
- Кун Н. А. Легенды и мифы древней Греции. — М., 1967.
- Парандовский Я. Мифология / Перевод с польского. — М., 1977.
- Пащенко В. И., Пащенко Н. И. Античная литература. — М.: Просвещение, 2001. — 718 с.
- Подлесная Г. Н. Мир античной литературы. — М., 1992.
- Словарь античной мифологии / Составители И. Я. Козовик, А. Д. Пономарев. — М., 1989.
- Содомора А. Живая античность. — М., 1983.
- Тронский И. М. История античной литературы. — М., 1959.

### Античная литература в русских переводах в Интернете
- Античная литература на сайте История Древнего Рима
- Источники на сайте Συμπόσιον
- Библиотека источников на сайте XLegio
- Сайт Девять лириков
- Античная литература в Библиотека Annales
- [lib.ru/POEEAST/ Античная литература, поэзия и философия] в Библиотеке Мошкова